# Трофим Яскин (эко-корабль)
«Трофим Яскин»  — сторожевой корабль экологического мониторинга озера Байкал. Судно оснащено инновационными приборами, позволяющими снизить нагрузку на экологию, благодаря переработке отходов жизнедеятельности в тепло- и электроэнергию. Является частным проектом Екатерины Удеревской и Андрея Кононенко. 

## История
Судно типа «Ярославец» досталось Андрею Кононенко в наследство от отца. Вместе с женой Екатериной Удеревской они дали ему имя Трофима Яскина, двоюродного деда Андрея (Трофим Яскин был почётным гражданином города Шелехова, ветераном Великой Отечественной войны, форсировавшим Днепр; в Иркутской области он известен тем, что одним из первых организовал поисковое движение). Корабль семья стала использовать для перевозки туристов. Однако судно требовало постоянного ремонта и на это уходило немало средств. Тогда его владельцы решили сэкономить на расходе топлива и обратились в конструкторское бюро «Миллениум» для покупки гибридного двигателя. Руководитель предприятия Андрей Нестеренко предложил им на льготных условиях установить на корабле также и другие наноразработки, минимизирующие наносимый вред экологии. Позднее к оснащению судна подключился Восточно-Сибирский центр энергосбережения. Авторов идеи поддержали представители Школы экологического предпринимательства. В 2014 году проект был представлен на Байкальском международном экологическом форуме и на круглом столе Высшего экологического совета Государственной Думы Российской Федерации по природным ресурсам, природопользованию и экологии , а в 2015 на международном форуме по альтернативной энергетике в Женеве.

## Деятельность
После того как судовладельцы заявили о переоснащении «Трофима Яскина», они решили сделать его не только туристическим кораблём, но ещё и экологическим сторожем. АКБ «Миллениум» предоставило им в пользование беспилотный аппарат «Аватар», названный так в честь фильма Джеймса Кэмерона. Аппарат следит за состоянием воздуха, атмосферы, почвы и земли. Он способен обнаружить микротрещины на газо- и нефтепроводах, очаги пожаров, а также перевозить на себе до 12 килограммов груза.
Судно стало первым на Байкале, полностью поменявшим принцип судоходства. По словам судовладельцев, корабли наносят большой вред экологии озера. За время навигации каждое судно вырабатывает около 1,2 тонн нефтесодержащих и около 25,2 тонн сточных вод.
Владелец корабля, чтобы сдать все скопившиеся воды на станцию, должен заплатить деньги и немалые. Плюс, придется дополнительно расходовать топливо, чтобы добраться до станции. Как владелец корабля скажу — на это пойдут немногие. Гораздо проще сбросить всё в Байкал. А отходы копятся быстро — часа четыре «походил» с туристами — всё, полна коробочка, нужно избавляться.Андрей Кононенко
По проекту, корабль оснащён технологией по переработке жидких отходов в топливо (обогащённое углеродистое наноэмульгирование). На основе этой технологии и электричестве работает гибридный двигатель УГЭМ 120. Для нужд экипажа электроэнергию вырабатывают установленные ветрогенераторы и солнечные батареи, а для утилизации твёрдых бытовых отходов имеется утилизатор-инсенатор ТБО. Судно покрашено нетоксичными красками, для решения проблем с конденсатом используется жидкое керамическое теплоизоляционное покрытие «Броня», а для защиты стёкол — атермальная плёнка. На корабле используются экологические товары, в том числе установлены специальные насадки на краны. Кроме того, используется специально разработанный для «Трофима Яскина» винт «Касатка», корабль оснащён пандусами и подъёмниками.
В первую очередь авторы проекта хотят с помощью экологических технологий помочь Байкалу побороться с проблемой распространения спирогиры.
Общая стоимость проекта — около 13 миллионов рублей.